# Nick Tate
Nicholas John "Nick" Tate (Sídney, Nueva Gales del Sur; 18 de junio de 1942) es un actor australiano más conocido por su papel como el piloto Alan Carter en la serie de televisión de ciencia ficción de los años 1970 Space: 1999, así como por interpretar el papel de James Hamilton en la telenovela australiana de los años 1980 Sons and Daughters.

## Vida y carrera
Sus padres eran los actores John Tate y Neva Carr Glyn. Sus abuelos maternales eran también actores, originalmente de Irlanda y Gran Bretaña, que actuaron en vodevil. Su padre, de ascendencia rusa, también tuvo conexión con los trabajos del creador de Space:1999 Gerry Anderson, siendo un actor de voz secundario en Thunderbirds.
El gran papel de Tate vino con la serie de televisión australiana My Brother Jack, seguida por una producción del musical Los cuentos de Canterbury donde interpretó a "Nicholas el Gallant" durante dieciocho meses en escenario y en tour a través del país. Esto fue seguido por la serie de televisión de los años 1970 Dinastía (no relacionada con la serie estadounidense del mismo nombre aunque contenía una compartida temática de familia rica y poderosa), donde se unió a su padre John Tate por primera vez en pantalla; los dos interpretaron los papeles de padre e hijo.
Tate interpretó al astronauta Alan Carter en la serie de televisión de ciencia ficción Space: 1999, la cual fue emitida desde 1975-77, aunque la serie comenzó la producción a finales de 1973. En 1976, ganó un premio AACTA por la película The Devil's Playground. Continuó su trabajo en el cine con papeles secundarios en numerosas producciones teatrales The Year My Voice Broke, Cry Freedom, Return from the River Kwai, A Cry in the Dark, y Hook. De 1985-86, interpretó a James Hilton en la telenovela australiana Sons and Daughters. Tate también ha aparecido como invitado en numerosos shows americanos, como The X-Files, Dr. Quinn, Medicine Woman, Star Trek: The Next Generation (en el episodio "Misión Final"), Murder, She Wrote, Star Trek: Deep Space Nine (en el episodio "Honor Among Thieves"), Farscape y en el episodio de Lost "Tabula Rasa".
En escenario, Tate apareció en el TRIP (Tony Rudlin Ingrid Productions) de Duty Free (más tarde conocido como Don't Bother To Dress), por el escritor de  Emmerdale Neville Siggs, el cual tuvo lugar de 1976 a 1977 en el Bristol Hippodrome. Regresó al escenario en 2006 cuando interpretó el papel protagonista del Capitán Edward Smith en el estreno australiano del musical Titanic.
Tate es también conocido por su trabajo como actor de voz en películas tales como Jurassic Park y Misión: Imposible, así como trabajo en anuncios, incluyendo cerveza Guinness que se emitió a comienzos de 2006. Tate y cuatro otros conocidos actores de voz (Don LaFontaine, John Dirigente, Mark Elliot, y Al Tiza) parodiaron su individual estilo de voz para un show de premios en un cortometraje de 1997, 5 Men and a Limo.
En 2000, proporcionó su voz al magnate australiano Ozzie Mandrill en el juego Escape from Monkey Island.
También estuvo en la película de 2014 Lupin III.
Tate reside en Australia y Los Ángeles.

## Filmografía
- A Man for All Seasons (1966) - Master At Arms (no acreditado)
- Submarine X-1 (1968) - Leading Seaman X-1 (no acreditado)
- The Oblong Box (1969) - Joven hombre en una taberna (no acreditado)
- Battle of Britain (1969) - RAF Piloto (no acreditado)
- The Devil's Playground (1976) - Hermano Victor
- The Strange Case of the End of Civilization as We Know It (1977) - 1º Australiano
- Summerfield (1977) - Simon Robinson
- Licensed to Love and Kill (1979) - Jensen Fury
- The Gold and the Glory (1984) - Joe Lucas
- The Empty Beach (1985) - Brian Henneberry
- The Year My Voice Broke (1987) - Sargento Pierce
- Cry Freedom (1987) - Richie
- A Cry in the Dark (1988) - Charlwood
- Return from the River Kwai (1989) - Teniente comandante Hunt
- Steel and Lace (1991) - Duncan
- Hook (1991) - Noodler
- The Public Eye (1992) - Henry Haddock Jr.
- Silent Cries (1993)
- Bed of Roses (1996) - Bayard
- Farscape (1999) - R. Wilson Monroe
- The Gene Generation (2007) - Doctor
- Killer Elite (2011) - Comandante B
- Qian Xuesen (2012) - Kimball
- El Gran Gatsby (2013) - Taxista
- Lupin III (2014) - Dawson
- The Snow Queen (2014) - Voces adicionales